# Бонц
Бонц (рум. Bonț) — село у повіті Клуж в Румунії. Входить до складу комуни Фізешу-Герлій.
Село розташоване на відстані 330 км на північний захід від Бухареста, 34 км на північний схід від Клуж-Напоки.

## Населення
За даними перепису населення 2002 року у селі проживали 398 осіб. Рідною мовою 396 осіб (99,5%) назвали румунську.
Національний склад населення села:
| Національність | Кількість осіб | Відсоток |
| -------------- | -------------- | -------- |
| румуни         | 337            | 84,7%    |
| цигани         | 60             | 15,1%    |